# Martha Mansfield
Martha Ehrlich ou Martha Mansfield (Nova Iorque, 14 de julho de 1899 - San Antonio, 30 de novembro de 1923
), foi uma atriz americana de cinema e teatro.
Iniciou a carreira na Broadway, em 1912, e em 1917 fez seu primeiro filme.
Martha Mansfield é considerada a primeira atriz a morrer num set de filmagem, pois em 1923, enquanto trabalhava nas cenas do filme The Warrens of Virginia, um acidente provocou a combustão de seu vestido, ocasionando o seu óbito. Está sepultada no Cemitério de Woodlawn.